# Блондель, Жорж
Жорж Блонде́ль (фр. Georges Blondel; 8 марта 1856 года, Дижон — 31 июля 1948 года, Париж) — французский экономист и историк, специализировавшийся на развитии Германии и Австрии до 1914 года. Читал лекции в Свободной школе социальных наук и Высшей торговой школе (École des Hautes Études Commerciales de Paris) в Париже. Брат философа Мориса Блонделя.